# Antonio Burlando
Antonio Burlando (Genova, 2 dicembre 1823 – Genova, 23 novembre 1895) è stato un patriota italiano, seguace di Garibaldi.

## Biografia
Nel 1850 fu tra i fondatori della Società di Tiro Nazionale.
Combatté con Garibaldi nel 1859 (II Guerra di Indipendenza), nel 1860 (spedizione dei Mille) e nel 1867 nel tentativo di liberare Roma.
Era iscritto alla Massoneria nella loggia "Trionfo Ligure".
A Genova è ricordato da due monumenti, uno al cimitero monumentale di Staglieno, e l'altro nella via che porta il suo nome con questa lapide:

AL COLONNELLO

ANTONIO BURLANDO

CHE FU DEI MILLE

I SUOI COMPAGNI NELLE ARMI

DA VARESE A MENTANA

_____

XXII NOVEMBRE MDCCCXCVI